# تشارواماق المركزية
تشارواماق المركزية (بالفارسية: دهستان چاراویماق مرکزی) هي منطقة سكنية تقع في قسم في إيران. يقدر عدد سكانها بـ 6,444 نسمة .